# Artur Bloch
Artur Bloch, ps. Nerchio (ur. 9 sierpnia 1992 w Bydgoszczy) – polski profesjonalny gracz e-sportowy w Starcraft II. Były członek drużyny EURONICS Gaming.

## Przebieg kariery

### Internetowe początki (2010-2011)
Swoją karierę Nerchio rozpoczął w polskiej drużynie „Universal Soldiers”. Szybko dał się poznać biorąc udział w cotygodniowych rozgrywkach prowadzonych przez Internet i wygrywając wiele z nich.
W grudniu 2010 roku dołączył do francuskiej organizacji against All authority
Pod koniec 2010 roku Nerchio zaczął grać Losową Rasą i był najwyżej w lidze Battle.net pośród graczy grających Losową Rasą. W lutym 2011 roku powrócił do zergów, ale jego umiejętności grania wszystkimi rasami pozostały na wysokim poziomie. Grając Zergami zapewnił sobie pierwsze miejsce w Arcymistrzowskiej Lidze na serwerze europejskim w sezonie 6. W marcu 2011 roku opuścił zespół against All authority i dołączył do rosyjskiej drużyny Team Empire, 19 lipca 2011 znów zmienił drużynę i stał się członkiem nowo powstałego Team Acer.

### Pierwsze turnieje offline (lato 2011 – lato 2012)
W lipcu 2011 roku dotarł do finału drugich eliminacji IEM Season VI Global Challenge Cologne. Pokonując Europejskiego Mistrza IEM Jeffreya „SjoW” Brusiego, zapewnił sobie awans do turnieju głównego. Miesiąc później Blizzard uznał Nerchio za jednego z ośmiu najlepszych graczy w Europie i zaprosił go na European Battle.net Invitational 2011. Turniej ten był organizowany w Polsce i był się pierwszym turniejem offline na którym pojawił się Nerchio.
Nerchio brał udział w IGN ProLeague Season 2, w którym zajął drugie miejsce.
W sierpniu 2011 roku Nerchio zaliczył drugi udział w prestiżowym turnieju offline – IEM Season VI – Global Challenge Cologne, gdzie zajął pierwsze miejsce w grupie bez przegrania jakiejkolwiek rundy. Został jednak zatrzymany w ćwierćfinale przez ostatecznego zwycięzcę turnieju, Lee „PuMa” Ho Joona.
W październiku 2011 roku Nerchio wygrał polskie kwalifikacje do World Cyber Games 2011, zgarniając miejsce w głównym turnieju w Pusan. Ze względu na studia zrezygnował z udziału w rozgrywkach, a jego miejsce zajął Dominik „SLiDeR” Rogacki. Pod koniec miesiąca wziął udział w ESWC 2011 jako jeden z dwóch reprezentantów Polski, z którego ostatecznie odpadł w 1/16.
W listopadzie 2011 wygrał swój pierwszy duży turniej offline. Podczas Battle in Berlin w finale pokonał Saschę „GoOdy” Luppa, czym zapewnił sobie pierwsze miejsce. W tym samym miesiącu Nerchio wziął jeszcze udział w DreamHack Winter 2011, w którym w ćwierćfinale uległ holenderskiemu Zergowi Josephowi „Ret” de Kroonowi.
W styczniu 2012 wziął udział w HomeStory Cup IV. Zajął pierwsze miejsce w obu fazach grupowych. W ćwierćfinale musiał uznać wyższość południowokoreańskiego gracza Jang Min Chula „MC”.
12 maja 2012 wygrał StarCraft II World Championship Series: Poland Nationals, pokonując Grzegorza „MaNa” Komincza i stał się razem z nim reprezentantem Polski podczas Battle.net World Championship Series. Ta wygrana dała mu również tytuł Polskiego Mistrza StarCraft II.

### Lato sukcesów (lato 2012 – jesień 2012)
Wygrał HomeStory Cup V, w finale pokonując Choi „YongHwa” Yong Hwa 4:1. Podczas całego turnieju stracił tylko 5 map.
W sierpniu wziął udział w IEM Season VII – Cologne, gdzie awansował z pierwszego miejsca w grupie mimo obecności koreańskich graczy. Następnie pokonał Janga „MC” Min Chula w ćwierćfinale i Kima „viOLet” Dong Hwana w półfinale by przegrać z czterokrotnym mistrzem GSL Jung „Mvp” Jong Hyunem. Zajął drugie miejsce zgarniając $3,300.
15 września Nerchio dołączył do najlepszych graczy z Europy podczas World Championship Series 2012, w którym zajął siódme miejsce.
W październiku wziął udział w DreamHack Open Bucharest 2012, gdzie w finale spotkał się ze swoim kolegą z drużyny – Aleksandrem „Bly” Swusujkiem, którego pokonał 3:0, stając się tym samym zwycięzcą DreamHack. Natomiast swój udział w DreamHack Open: Winter zakończył w półfinale.
W latach 2014 i 2015 nie osiągnął znaczących sukcesów w turniejach offline.

### Powrót do czołówki (zima 2016 – teraz)
Wraz z nadejściem dodatku Starcraft II: Legacy of the Void powrócił to czołówki europejskich graczy, rywalizując o najwyższe miejsca w turniejach.
W lipcu 2016 wygrał DreamHack Open: Valencia, pokonując zdecydowanie w finale rywala 4:0 i zgarniając nagrodę $16,000. W październiku zajął pierwsze miejsce w europejskich kwalifikacjach do turnieju WESG. W finałach o łącznej puli nagród $402,000, odpadł w 1/8, wracając do domu z $8,000.

## Osiągnięcia
Najważniejsze osiągnięcia
|        | Lokata        | Data                      | Turniej                                       | Wynik          | Wygrana |
| ------ | ------------- | ------------------------- | --------------------------------------------- | -------------- | ------- |
| srebro | 2. miejsce    | 14 sierpnia 2011(dts)     | IGN ProLeague Season 2                        | 1:3 White-Ra   | $10,000 |
| złoto  | 1. miejsce    | 12 listopada 2011(dts)    | Battle in Berlin                              | 3:0 GoOdy      | $5,000  |
| złoto  | 1. miejsce    | 8 lipca 2012(dts)         | HomeStory Cup V                               | 4:1 YongHwa    | $10,000 |
| srebro | 2. miejsce    | 19 sierpnia 2012(dts)     | IEM Season VII – Cologne                      | 1:3 MVP        | $3,300  |
| złoto  | 1. miejsce    | 21 października 2012(dts) | 2012 DreamHack Open: Bucharest                | 3:0 Bly        | $10,400 |
| brąz   | 3./4. miejsce | 24 listopada 2012(dts)    | 2012 DreamHack Open: Winter                   | 0:3 TaeJa      | $7,545  |
| srebro | 2. miejsce    | 16 maja 2016              | 2016 WCS Circuit: Spring Circuit Championship | 3:4 Showtime   | $15,000 |
| złoto  | 2. miejsce    | 16 lipca 2016             | DreamHack Open: Valencia                      | 4:0 MarineLorD | $16,000 |
| złoto  | 1. miejsce    | 9 października 2016       | WESG 2016 – Europe & CIS Qualifier            | 4:1 Elazer     | $12,058 |